# Johanna Nordqvist
Johanna Nordqvist, född 1 september 2000 i Sollefteå, är en svensk skidskytt som tävlade för I 21 IF och en del av det Östersundsbaserade träningslaget Team Autoexperten. Nordqvist deltog i juniorvärldsmästerskapen i skidskytte år 2019. Nordqvist har även tävlat i IBU-cupen sedan säsongen 2018/2019 då hon debuterade i Brezno. Under säsongen 2024/2025 har hon tagit en sextonde och en sjuttonde plats, båda i distanstävlingar. På junior-SM 2022 vann hon guld i masstart och tog brons i mixedstafetten med klubbkamraten William Grip. Nordqvist har också många segrar och pallplatser från Sverigecupen i skidskytte.